# Angelika i król (film)
Angelika i król (fr. Angélique et le roy) − francusko-włosko-niemiecki film kostiumowy z 1966 roku, adaptacja powieści Anne i Serge’a Golonów o tym samym tytule.
Zdjęcia kręcono w Senlis, opactwie Fontenay (departament Côte-d’Or) oraz na zamkach w Wersalu, Chantilly i Marigny-le-Cahouët.

## Fabuła
Umiera Philippe de Plessis-Bellieres (drugi mąż Angeliki). Król Ludwik XIV powierza Angelice misję: kobieta ma nakłonić perskiego szacha Bachtiary Bey do podpisania traktatu pokojowego. W zamian za podpisanie traktatu i odwiedzenie Wersalu Bachtiary Bey żąda Angeliki. Przez przypadek Angelika dowiaduje się, że jej mąż Jeoffrey de Peyrac żyje, więc wyrusza na jego poszukiwania.

## Obsada
- Michèle Mercier – Angélique de Plessis-Bellieres
- Claude Giraud – Philippe de Plessis-Bellieres
- Sami Frey – Bachtiary Bey
- Robert Hossein – Jeoffrey de Peyrac
- Jacques Toja – Ludwik XIV
- Jean Rochefort – François Desgrez